# Novotext

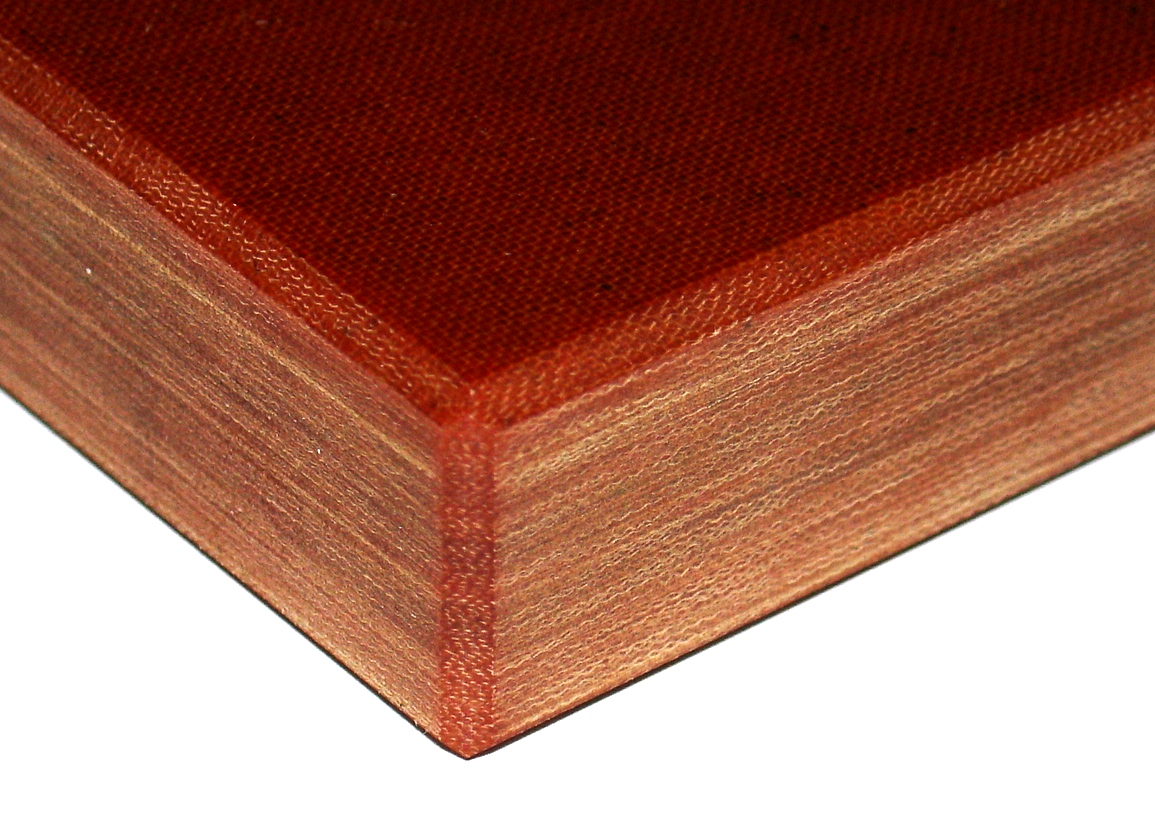
Capas de tejidos de novotext

Novotext es el nombre comercial de un tipo de algodón textil con resina fenólica, esencialmente algodón reforzado con bakelita. Fue utilizado con frecuencia en los motores de automóviles para fabricar los engranajes utilizados para transmitir fuerza al árbol de levas dado que es flexible y no produce ruido. El material es conocido bajo diversos nombres tales como Turbax, Resitex y Celoron. En forma de barra se lo conoce como Cartatextiel y Ferrozell y en forma de placas como Harex, Tufnol y Micarta.
El Novotex es un material compuesto fabricado a base de fibras de celulosa y polipropileno. Con este material compuesto se fabrican Manteles y caminos de mesa que reciben el nombre de Novotext como marca comercial.

## Tufnol
El tufnol℗ es un material compuesto formado por una resina fenólica y otro material (papel, fibra de algodón, etc). Los dos materiales juntos se complementan en sus características. Posee una resistencia inherente al agua y algunos tipos son utilizados para recubrir sistemas de cojinetes en los cuales no es posible usar aceite lubricante. En cambio puede ser lubricado con agua. Posee un bajo coeficiente de rozamiento; por lo que se lo suele utilizar en ambientes con polvo, o sensibles a los químicos. Su habilidad para operar sin aceite lo convierte en un candidato preferido por los diseñadores. Desafortunadamente, su proceso de fabricación no es amigable con el medio ambiente.

## Producción
Se lo produce mediante el uso de la técnica de chopped strand mat (CSM).